# Faro di Pianosa
Il faro di Pianosa è un faro marittimo che si trova sull'omonima isola dell'arcipelago toscano, nel territorio comunale di Campo nell'Elba. Ad alimentazione elettrica, la luce è prodotta da una lampada alogena da 1000 W, con due lampi bianchi ogni 10 secondi, mentre una luce di riserva da 100 W è in dotazione dell'infrastruttura semaforica in caso di guasto della lampada principale.
Il faro, inaugurato nel 1864 per l'illuminazione dell'isola, è costituito da una torre in muratura bianca a sezione circolare, che si eleva al di sopra di un edificio a pianta rettangolare disposto su tre livelli, che in passato ospitava le abitazioni dei guardiani; nella parte sommitale della torre si trova la lanterna metallica grigia.